# Sphallowithius inhonestus
Sphallowithius inhonestus är en spindeldjursart som beskrevs av Beier 1977. Sphallowithius inhonestus ingår i släktet Sphallowithius och familjen Withiidae. Inga underarter finns listade i Catalogue of Life.